# Tour of Taihu Lake 2024
Il Tour of Taihu Lake 2024, undicesima edizione della corsa e valevole come quarantanovesima prova dell'UCI ProSeries 2024 categoria 2.Pro, si svolse in cinque tappe dal 9 al 13 ottobre 2024 su un percorso di 529,5 km, con partenza da Wuxi e arrivo a Jiangning, in Cina. La vittoria fu appannaggio dell'olandese Jelte Krijnsen, il quale completò il percorso in 10h52'22", alla media di 44,658 km/h, precedendo il polacco Marcin Budziński e il colombiano Wilmar Paredes.
Sul traguardo di Jiangning 108 ciclisti, su 131 partiti da Wuxi, portarono a termine la competizione.

## Tappe
| Tappa  | Data       | Percorso             | km    | Vincitore di tappa     | Leader cl. generale |
| ------ | ---------- | -------------------- | ----- | ---------------------- | ------------------- |
| 1ª     | 9 ottobre  | Wuxi > Wuxi          | 103   | Martin Laas            | Martin Laas         |
| 2ª     | 10 ottobre | Qidong > Qidong      | 78,6  | Steffen De Schuyteneer | Martin Laas         |
| 3ª     | 11 ottobre | Wujiang > Wujiang    | 116,8 | Martin Laas            | Martin Laas         |
| 4ª     | 12 ottobre | Changxing > Huzhou   | 117   | Jason Tesson           | Martin Laas         |
| 5ª     | 13 ottobre | Nanchino > Jiangning | 114   | Jelte Krijnsen         | Jelte Krijnsen      |
| Totale | Totale     | Totale               | 529,5 |                        |                     |

## Squadre e corridori partecipanti
| N.      | Cod. | Squadra                                      |
| ------- | ---- | -------------------------------------------- |
| 1-6     | BBH  | Burgos-BH                                    |
| 11-16   | CJR  | Caja Rural-Seguros RGA                       |
| 21-26   | COR  | Team Corratec-Vini Fantini                   |
| 31-36   | LTD  | Lotto Dstny                                  |
| 41-46   | TEN  | TotalEnergies                                |
| 51-56   | TNN  | Team Novo Nordisk                            |
| 61-66   | BDR  | Bodywrap Men's Cycling Team                  |
| 71-76   | CGC  | China Glory-Mentech Continental Cycling Team |
| 81-86   | CPU  | CCACHE x Par Küp                             |
| 91-96   | HEN  | Hengxiang Cycling Team                       |
| 101-106 | HST  | Huansheng-SCOM-Taishan Sport Cycling Team    |

| N.      | Cod. | Squadra                                           |
| ------- | ---- | ------------------------------------------------- |
| 111-116 | LGS  | Ljubljana Gusto Santic                            |
| 121-126 | LNS  | Li Ning Star                                      |
| 131-136 | MED  | Team Medellín-EPM                                 |
| 141-146 | MSP  | Mazowsze Serce Polski                             |
| 151-156 | MSS  | Giant Cycling Team                                |
| 161-166 | PHV  | Parkhotel Valkenburg                              |
| 171-176 | PIT  | Pingtan International Tourism Island Cycling Team |
| 181-186 | PPT  | Ferei Quick-Panda Podium Mongolia Team            |
| 191-196 | ROI  | Roojai Insurance                                  |
| 201-206 | STG  | St. George Continental Cycling Team               |
| 211-216 | VRR  | Van Rysel-Roubaix                                 |

## Dettagli delle tappe

### 1ª tappa
- 9 ottobre: Wuxi > Wuxi – 103 km

Risultati
| Pos. | Corridore      | Squadra     | Tempo    |
| ---- | -------------- | ----------- | -------- |
| 1    | Martin Laas    | Ferei Quick | 2h04'27" |
| 2    | Kuicheng Wang  | Bodywrap    | s.t.     |
| 3    | Tobiasz Pawlak | Mazowsze    | s.t.     |

| Pos. | Corridore      | Squadra     | Tempo    |
| ---- | -------------- | ----------- | -------- |
| 1    | Martin Laas    | Ferei Quick | 2h04'17" |
| 2    | Kuicheng Wang  | Bodywrap    | a 4"     |
| 3    | Tobiasz Pawlak | Mazowsze    | s.t.     |

### 2ª tappa
- 10 ottobre: Qidong > Qidong – 78,6 km

Risultati
| Pos. | Corridore         | Squadra     | Tempo    |
| ---- | ----------------- | ----------- | -------- |
| 1    | S. De Schuyteneer | Lotto       | 1h38'39" |
| 2    | Rait Ärm          | Van Rysel   | s.t.     |
| 3    | Martin Laas       | Ferei Quick | s.t.     |

| Pos. | Corridore         | Squadra     | Tempo    |
| ---- | ----------------- | ----------- | -------- |
| 1    | Martin Laas       | Ferei Quick | 3h42'52" |
| 2    | S. De Schuyteneer | Lotto       | a 3"     |
| 3    | Rait Ärm          | Van Rysel   | a 8"     |

### 3ª tappa
- 11 ottobre: Wujiang > Wujiang – 116,8 km

Risultati
| Pos. | Corridore      | Squadra     | Tempo    |
| ---- | -------------- | ----------- | -------- |
| 1    | Martin Laas    | Ferei Quick | 2h16'21" |
| 2    | Daniel Babor   | Caja Rural  | s.t.     |
| 3    | Jakub Mareczko | Corratec    | s.t.     |

| Pos. | Corridore         | Squadra     | Tempo    |
| ---- | ----------------- | ----------- | -------- |
| 1    | Martin Laas       | Ferei Quick | 5h59'03" |
| 2    | S. De Schuyteneer | Lotto       | a 9"     |
| 3    | Rait Ärm          | Van Rysel   | a 17"    |

### 4ª tappa
- 12 ottobre: Changxing > Huzhou – 117 km

Risultati
| Pos. | Corridore          | Squadra       | Tempo    |
| ---- | ------------------ | ------------- | -------- |
| 1    | Jason Tesson       | TotalEnergies | 2h19'53" |
| 2    | Graeme Frislie     | CCACHE        | s.t.     |
| 3    | R. J. van Rensburg | China Glory   | s.t.     |

| Pos. | Corridore         | Squadra       | Tempo    |
| ---- | ----------------- | ------------- | -------- |
| 1    | Martin Laas       | Ferei Quick   | 8h18'56" |
| 2    | S. De Schuyteneer | Lotto         | a 9"     |
| 3    | Jason Tesson      | TotalEnergies | a 14"    |

### 5ª tappa
- 13 ottobre: Nanchino > Jiangning – 114 km

Risultati
| Pos. | Corridore         | Squadra   | Tempo    |
| ---- | ----------------- | --------- | -------- |
| 1    | Jelte Krijnsen    | Parkhotel | 2h33'17" |
| 2    | Marcin Budziński  | Mazowsze  | s.t.     |
| 3    | Karl Patrick Lauk | Huansheng | s.t.     |

| Pos. | Corridore        | Squadra   | Tempo     |
| ---- | ---------------- | --------- | --------- |
| 1    | Jelte Krijnsen   | Parkhotel | 10h52'22" |
| 2    | Marcin Budziński | Mazowsze  | a 8"      |
| 3    | Wilmar Paredes   | Medellín  | a 10"     |

## Evoluzione delle classifiche
| Tappa              | Vincitore              | Classifica generale Maglia arancione | Classifica a punti Maglia verde | Classifica giovani Maglia blu | Classifica a squadre  |
| ------------------ | ---------------------- | ------------------------------------ | ------------------------------- | ----------------------------- | --------------------- |
| 1ª                 | Martin Laas            | Martin Laas                          | Martin Laas                     | Joshua Giddings               | Corratec Vini Fantini |
| 2ª                 | Steffen De Schuyteneer | Martin Laas                          | Martin Laas                     | Steffen De Schuyteneer        | Mazowsze Serce Polski |
| 3ª                 | Martin Laas            | Martin Laas                          | Martin Laas                     | Steffen De Schuyteneer        | Corratec Vini Fantini |
| 4ª                 | Jason Tesson           | Martin Laas                          | Martin Laas                     | Steffen De Schuyteneer        | Corratec Vini Fantini |
| 5ª                 | Jelte Krijnsen         | Jelte Krijnsen                       | Martin Laas                     | Jelte Krijnsen                | TotalEnergies         |
| Classifiche finali | Classifiche finali     | Jelte Krijnsen                       | Martin Laas                     | Jelte Krijnsen                | TotalEnergies         |

Maglie indossate da altri ciclisti in caso di due o più maglie vinte
- Nella 2ª e 3ª tappa Jesper Rasch ha indossato la maglia verde al posto di Martin Laas.
- Nella 4ª tappa Rait Ärm ha indossato la maglia verde al posto di Martin Laas.
- Nella 5ª tappa Jason Tesson ha indossato la maglia verde al posto di Martin Laas.

## Classifiche finali

### Classifica generale - Maglia arancione
| Pos. | Corridore         | Squadra       | Tempo     |
| ---- | ----------------- | ------------- | --------- |
| 1    | Jelte Krijnsen    | Parkhotel     | 10h52'22" |
| 2    | Marcin Budziński  | Mazowsze      | a 8"      |
| 3    | Wilmar Paredes    | Medellín      | a 10"     |
| 4    | Karl Patrick Lauk | Huansheng     | a 11"     |
| 5    | Gorka Sorarrain   | Caja Rural    | a 12"     |
| 6    | Martin Laas       | Ferei Quick   | a 14"     |
| 7    | Paul Ourselin     | TotalEnergies | s.t.      |
| 8    | Dylan Hopkins     | Ljubljana     | a 15"     |
| 9    | Cristian Raileanu | Li Ning Star  | s.t.      |
| 10   | Logan Currie      | Lotto         | s.t.      |

### Classifica a punti - Maglia verde
| Pos. | Corridore          | Squadra       | Punti |
| ---- | ------------------ | ------------- | ----- |
| 1    | Martin Laas        | Ferei Quick   | 46    |
| 2    | S. De Schuyteneer  | Lotto         | 27    |
| 3    | Jason Tesson       | TotalEnergies | 25    |
| 4    | R. J. van Rensburg | China Glory   | 25    |
| 5    | Karl Patrick Lauk  | Huansheng     | 24    |

### Classifica giovani - Maglia blu
| Pos. | Corridore         | Squadra   | Tempo     |
| ---- | ----------------- | --------- | --------- |
| 1    | Jelte Krijnsen    | Parkhotel | 10h52'22" |
| 2    | Dylan Hopkins     | Ljubljana | a 15"     |
| 3    | Logan Currie      | Lotto     | s.t.      |
| 4    | S. De Schuyteneer | Lotto     | a 23"     |
| 5    | Graeme Frislie    | CCACHE    | a 32"     |

### Classifica a squadre
| Pos. | Squadra                | Tempo     |
| ---- | ---------------------- | --------- |
| 1    | TotalEnergies          | 32h38'37" |
| 2    | Mazowsze Serce Polski  | s.t.      |
| 3    | Van Rysel-Roubaix      | s.t.      |
| 4    | Burgos-BH              | s.t.      |
| 5    | Caja Rural-Seguros RGA | s.t.      |